# Wierzowice Wielkie
Wierzowice Wielkie est une localité polonaise de la gmina et du powiat de Góra en voïvodie de Basse-Silésie.